# NGC 5689
NGC 5689 is een balkspiraalstelsel in het sterrenbeeld Ossenhoeder. Het hemelobject werd op 12 mei 1787 ontdekt door de Duits-Britse astronoom William Herschel.

## Synoniemen
- UGC 9399
- MCG 8-27-4
- ZWG 248.10
- IRAS 14337+4857
- PGC 52154